# Tonny Vilhena
Tonny Emilio Trindade de Vilhena (Maassluis, 3 gennaio 1995) è un calciatore olandese, centrocampista dell'Alanyaspor, in prestito dal Panathīnaïkos.
Nel 2012 è stato inserito nella lista dei migliori calciatori nati dopo il 1991 stilata da Don Balón.

## Biografia
Vilhena è nato nei Paesi Bassi da madre olandese e padre angolano.

## Carriera

### Club
Cresciuto nel settore giovanile del Feyenoord, debutta in prima squadra il 22 gennaio 2012 subentrando al 82º minuto della sfida di Eredivisie persa per 2 a 1 contro il Venlo. Gioca altre 5 partite nella rimanente parte di stagione.
L'anno seguente, dopo che il 31 luglio 2012 compie l'esordio in UEFA Champions League nel match di andata del terzo turno perso 2-1 contro la Dinamo Kiev, viene utilizzato con maggiore continuità infatti disputa 27 partite di Eredivisie riuscendo a segnare 4 gol: il primo lo realizza il 25 novembre 2012 contro l'AZ Alkmaar, il 3 febbraio 2013 sigla la sua prima doppietta che permette ai rosso-bianchi di battere in trasferta il Willem II e una settimana dopo realizza il suo ultimo gol stagionale di nuovo contro l'AZ.
Diventerà una colonna del centrocampo del Feyenoord e il 16 marzo 2019 in Feyenoord-Willem II 2-3 tocca quota 200 presenze con il club.
Il 20 giugno seguente passa al Krasnodar per 9 milioni di euro.
Il 17 gennaio 2022 si accasa all'Espanyol in prestito. Verrà poi riscattato dal club spagnolo il 13 luglio seguente.
Il 10 agosto 2022 viene ceduto alla Salernitana con la formula del prestito con diritto di riscatto, ed il successivo 14 agosto esordisce in Serie A, giocando da titolare la prima di campionato dei granata contro la Roma, persa per 0-1 in casa. Il 28 agosto segna la prima rete nel successo sulla Sampdoria per 4-0, in cui realizza la terza rete. Il 29 giugno 2023 viene annunciato che l'olandese non sarebbe stato riscattato dal club granata, tornando all'Espanyol.
L'8 luglio successivo passa definitivamente al Panathīnaïkos, firmando un contratto quadriennale valido fino al 30 giugno 2027.
Il 7 febbraio 2025 viene ceduto in prestito ai turchi dell'Alanyaspor.

### Nazionale

#### Nazionali giovanili
Dopo aver giocato 21 partite con 8 gol nella nazionale Under-17 olandese (con la quale vince sia l'Europeo di categoria del 2011 che quello del 2012) e 4 gare con una rete nell'Under-19, il 5 febbraio 2013 esordisce in Under-21 nella gara amichevole vinta per 3-2 contro la Croazia, nella quale Tonny realizza il gol del provvisorio 3-1.
Nel giugno 2013 prende parte al campionato europeo Under-21 in Israele che vedono l'Olanda posizionarsi al terzo posto dietro Spagna e Italia; Tonny gioca soltanto la partita dei gironi persa per 3-0 contro la Spagna.
Realizza altre 3 reti in Under-21: il 5 settembre 2013 contro la Scozia, il 14 novembre alla Slovenia e quattro giorni dopo alla Francia.

#### Nazionale maggiore
Nel marzo 2013 viene convocato dal CT della nazionale maggiore Louis van Gaal per la doppia sfida valevole per le qualificazioni al campionato mondiale del 2014 contro Estonia e Romania, senza però riuscire ad esordire.
Nel 2014 viene inserito nella lista dei 30 pre-convocati per il campionato mondiale del 2014, senza però essere incluso tra i 23 definitivi. Debutta in nazionale nel 2016.

## Statistiche

### Presenze e reti nei club
Statistiche aggiornate all'8 luglio 2023.
| Stagione         | Squadra          | Campionato       | Campionato | Campionato | Coppe nazionali | Coppe nazionali | Coppe nazionali | Coppe continentali | Coppe continentali | Coppe continentali | Altre coppe | Altre coppe | Altre coppe | Totale | Totale |
| Stagione         | Squadra          | Comp             | Pres       | Reti       | Comp            | Pres            | Reti            | Comp               | Pres               | Reti               | Comp        | Pres        | Reti        | Pres   | Reti   |
| ---------------- | ---------------- | ---------------- | ---------- | ---------- | --------------- | --------------- | --------------- | ------------------ | ------------------ | ------------------ | ----------- | ----------- | ----------- | ------ | ------ |
| 2011-2012        | Feyenoord        | E                | 6          | 0          | CO              | 0               | 0               | -                  | -                  | -                  | -           | -           | -           | 6      | 0      |
| 2012-2013        | Feyenoord        | E                | 27         | 4          | CO              | 3               | 0               | UCL+UEL            | 1+0                | 0                  | -           | -           | -           | 31     | 4      |
| 2013-2014        | Feyenoord        | E                | 32         | 6          | CO              | 3               | 0               | UEL                | 2                  | 0                  | -           | -           | -           | 37     | 6      |
| 2014-2015        | Feyenoord        | E                | 21         | 0          | CO              | 1               | 0               | UCL+UEL            | 2+7                | 0+0                | -           | -           | -           | 31     | 0      |
| 2015-2016        | Feyenoord        | E                | 27         | 5          | CO              | 6               | 1               | -                  | -                  | -                  | -           | -           | -           | 33     | 6      |
| 2016-2017        | Feyenoord        | E                | 29         | 4          | CO              | 2               | 0               | UEL                | 5                  | 1                  | SO          | 1           | 0           | 37     | 5      |
| 2017-2018        | Feyenoord        | E                | 33         | 11         | CO              | 4               | 2               | UCL                | 6                  | 0                  | SO          | 1           | 0           | 44     | 13     |
| 2018-2019        | Feyenoord        | E                | 33         | 6          | CO              | 4               | 1               | UEL                | 1                  | 0                  | SO          | 1           | 0           | 39     | 7      |
| Totale Feyenoord | Totale Feyenoord | Totale Feyenoord | 208        | 36         |                 | 23              | 4               |                    | 24                 | 1                  |             | 3           | 0           | 258    | 41     |
| 2019-2020        | Krasnodar        | PL               | 20         | 2          | KR              | 0               | 0               | UCL+UEL            | 4+6                | 1+1                | -           | -           | -           | 30     | 4      |
| 2020-2021        | Krasnodar        | PL               | 25         | 2          | KR              | 1               | 1               | UCL+UEL            | 7+2                | 0+0                | -           | -           | -           | 35     | 3      |
| 2021-gen. 2022   | Krasnodar        | PL               | 13         | 2          | KR              | 2               | 0               | -                  | -                  | -                  | -           | -           | -           | 15     | 2      |
| Totale Krasnodar | Totale Krasnodar | Totale Krasnodar | 58         | 6          |                 | 3               | 1               |                    | 19                 | 2                  |             | -           | -           | 80     | 9      |
| gen.-giu. 2022   | Espanyol         | PD               | 17         | 1          | CR              | 0               | 0               | UEL                | 0                  | 0                  | -           | -           | -           | 17     | 1      |
| 2022-2023        | Salernitana      | A                | 33         | 4          | CI              | 0               | 0               | -                  | -                  | -                  | -           | -           | -           | 33     | 4      |
| 2023-2024        | Panathīnaïkos    | SLE              | 19         | 1          | CG              | 4               | 0               | UCL+UEL            | 6+6                | 0+0                | -           | -           | -           | 35     | 1      |
| Totale Carriera  | Totale Carriera  | Totale Carriera  | 334        | 48         |                 | 30              | 5               |                    | 55                 | 3                  |             | 3           | 0           | 422    | 56     |

### Cronologia presenze e reti in nazionale
| Cronologia completa delle presenze e delle reti in nazionale ― Paesi Bassi | Cronologia completa delle presenze e delle reti in nazionale ― Paesi Bassi | Cronologia completa delle presenze e delle reti in nazionale ― Paesi Bassi | Cronologia completa delle presenze e delle reti in nazionale ― Paesi Bassi | Cronologia completa delle presenze e delle reti in nazionale ― Paesi Bassi | Cronologia completa delle presenze e delle reti in nazionale ― Paesi Bassi | Cronologia completa delle presenze e delle reti in nazionale ― Paesi Bassi | Cronologia completa delle presenze e delle reti in nazionale ― Paesi Bassi |
| Data                                                                       | Città                                                                      | In casa                                                                    | Risultato                                                                  | Ospiti                                                                     | Competizione                                                               | Reti                                                                       | Note                                                                       |
| -------------------------------------------------------------------------- | -------------------------------------------------------------------------- | -------------------------------------------------------------------------- | -------------------------------------------------------------------------- | -------------------------------------------------------------------------- | -------------------------------------------------------------------------- | -------------------------------------------------------------------------- | -------------------------------------------------------------------------- |
| 4-6-2016                                                                   | Vienna                                                                     | Austria                                                                    | 0 – 2                                                                      | Paesi Bassi                                                                | Amichevole                                                                 | -                                                                          | 79’                                                                        |
| 9-11-2016                                                                  | Amsterdam                                                                  | Paesi Bassi                                                                | 1 – 1                                                                      | Belgio                                                                     | Amichevole                                                                 | -                                                                          | 75’                                                                        |
| 28-3-2017                                                                  | Amsterdam                                                                  | Paesi Bassi                                                                | 1 – 2                                                                      | Italia                                                                     | Amichevole                                                                 | -                                                                          | 46’                                                                        |
| 31-5-2017                                                                  | Marrakech                                                                  | Marocco                                                                    | 1 – 2                                                                      | Paesi Bassi                                                                | Amichevole                                                                 | -                                                                          |                                                                            |
| 31-8-2017                                                                  | Saint-Denis                                                                | Francia                                                                    | 4 – 0                                                                      | Paesi Bassi                                                                | Qual. Mondiali 2018                                                        | -                                                                          | 46’                                                                        |
| 3-9-2017                                                                   | Amsterdam                                                                  | Paesi Bassi                                                                | 3 – 1                                                                      | Bulgaria                                                                   | Qual. Mondiali 2018                                                        | -                                                                          | 54’                                                                        |
| 7-10-2017                                                                  | Borisov                                                                    | Bielorussia                                                                | 1 – 3                                                                      | Paesi Bassi                                                                | Qual. Mondiali 2018                                                        | -                                                                          | 56’                                                                        |
| 10-10-2017                                                                 | Amsterdam                                                                  | Paesi Bassi                                                                | 2 – 0                                                                      | Svezia                                                                     | Qual. Mondiali 2018                                                        | -                                                                          |                                                                            |
| 14-11-2017                                                                 | Bucarest                                                                   | Romania                                                                    | 0 – 3                                                                      | Paesi Bassi                                                                | Amichevole                                                                 | -                                                                          | 78’                                                                        |
| 26-3-2018                                                                  | Ginevra                                                                    | Portogallo                                                                 | 0 – 3                                                                      | Paesi Bassi                                                                | Amichevole                                                                 | -                                                                          | 67’                                                                        |
| 4-6-2018                                                                   | Torino                                                                     | Italia                                                                     | 1 – 1                                                                      | Paesi Bassi                                                                | Amichevole                                                                 | -                                                                          |                                                                            |
| 6-9-2018                                                                   | Amsterdam                                                                  | Paesi Bassi                                                                | 2 – 1                                                                      | Perù                                                                       | Amichevole                                                                 | -                                                                          | 86’                                                                        |
| 16-10-2018                                                                 | Bruxelles                                                                  | Belgio                                                                     | 1 – 1                                                                      | Paesi Bassi                                                                | Amichevole                                                                 | -                                                                          | 61’ 84’                                                                    |
| 16-11-2018                                                                 | Rotterdam                                                                  | Paesi Bassi                                                                | 2 – 0                                                                      | Francia                                                                    | UEFA Nations League 2018-2019 - 1º turno                                   | -                                                                          | 89’                                                                        |
| 19-11-2018                                                                 | Gelsenkirchen                                                              | Germania                                                                   | 2 – 2                                                                      | Paesi Bassi                                                                | UEFA Nations League 2018-2019 - 1º turno                                   | -                                                                          | 60’                                                                        |
| Totale                                                                     |                                                                            | Presenze                                                                   | 15                                                                         |                                                                            | Reti                                                                       | 0                                                                          |                                                                            |

## Palmarès

### Club

#### Competizioni nazionali
- Coppa dei Paesi Bassi: 2

Feyenoord: 2015-2016, 2017-2018
- Campionato olandese: 1

Feyenoord: 2016-2017
- Supercoppa dei Paesi Bassi: 2

Feyenoord: 2017, 2018
- Coppa di Grecia: 1

Panathinaikos: 2023-2024

### Nazionale
- Campionato d'Europa Under-17: 2

Serbia 2011, Slovenia 2012

### Individuale
- Capocannoniere del Campionato europeo Under-17: 1

2011 (3 gol)